# Limenitis arete
Limenitis arete är en fjärilsart som beskrevs av Ménétriés 1857. Limenitis arete ingår i släktet Limenitis och familjen praktfjärilar. Inga underarter finns listade i Catalogue of Life.